# دلی (لوئیزیانا)
دلی (به انگلیسی: Delhi) شهری در ایالت لوئیزیانا کشور ایالات متحده آمریکا است که جمعیت آن در سرشماری سال ۲۰۱۰ میلادی، ۲٬۹۱۹ نفر بوده‌است.